# Palermo Hollywood Hotel
Palermo Hollywood Hotel è una serie televisiva argentina che ha come protagonista Freddy Villareal. È andato in onda dal 3 luglio 2006 al 27 febbraio 2007.

## Episodi
| Stagione       | Episodi | Prima TV Argentina | Prima TV Italia |
| -------------- | ------- | ------------------ | --------------- |
| Prima stagione | 19      | 2006-2007          |                 |